# Сосновка (Чарышский район)
Сосновка — село в Чарышском районе Алтайского края. До 4 марта 2022 года входило в состав сельского поселения Маякский сельсовет.

## История
Основано в 1849 г. В 1928 году село Мало-Сосновка состояло из 262 хозяйств, основное население — русские. В административном отношении являлось центром Малососновского сельсовета Бащелакского района Бийского округа Сибирского края.

## Население
| 1926 | 1997 | 1998 | 1999 | 2000 | 2001 |
| ---- | ---- | ---- | ---- | ---- | ---- |
| 1426 | ↘133 | ↘132 | ↘118 | ↘115 | ↘113 |
| 2002 | 2003 | 2004 | 2005 | 2006 | 2007 |
| ↘109 | ↗114 | ↘108 | ↘80  | ↘72  | ↘70  |
| 2008 | 2009 | 2010 | 2011 | 2012 | 2013 |
| ↘59  | ↘51  | ↘50  | ↗52  | ↘46  | →46  |

Национальный состав
Согласно результатам переписи 2002 года, в национальной структуре населения русские составляли 91 %.